# سكور هيرو
سكور! هيرو (بالإنجليزية: Score! Hero)‏ هي لعبة إلكترونية من منظور شخص واحد ، تم إصدارها في بداية سنة 2015، من طرف شركة First Touche Games™  ونشرت من طرفها أيضاً، وهي لعبة كرة القدم.

## قصة اللعبة
عند بداية اللعبة لأول مرة يظهر لك 6 أشخاص (مختلفي الملامح ولون البشرة)، يتوجب عليك إختيار بطلك لبداية المغامرة، وعند الإختيار تظهر لك مجموعة من أعلام دول العالم لإختيار جنسية بطلك (يمكنك اختيار الدولة التي ترغب بها)، عند إذن يظهر لك ملعب في مجموعة من الدوائر المرقمة من الرقم 1 إلى 20 في الملعب الأول وهو يعبر عن موسم والدائرة المرقمة تعبر عن مباراة تضغط على دائرة فتظهر لك جريدة تحتوي على زر أحمر مكتوبٌ فيه PLAY (وتعني باللغة العربية بداية اللعب) فتضغط عليها وتبدأ اللعب بواسطة اللمس على الجهاز اللوحي أو الحاسوب لترسم خطوط تعبر عن إتجاه ركل الكرة. وتكون هناك 3 تحديات في كل مباراة، كل تحدي تنجزه يعطيك نجمة، تساعدك النجوم في الدخول إلى مواسم أخرى وكلما حققت إنجازات في اللعبة تحصل على المال، يمكنك من خلاله تحسين مظهرك وشراء كل ما تحتاج، ويمكنك أيضا شراء المال داخل اللعبة بواسطة المال الحقيقي، لكن... لديك معدل أخطاء محدود لأن كل خطأ ينقص من طاقتك وإذا نفذت طاقتك يجب عليك إنتضار 17:00 دقيقة حتى تمتلئ مجدّدا، ويمكنك شراء بالمال الحقيقي طاقة لا تتضرر بالاخطاء مدتها 24:00:00 ساعة.

## الدوريات المتواجدة في اللعبة
- الدوري الأمريكي لكرة القدم
- الدوري الألماني لكرة القدم
- الدوري الفرنسي لكرة القدم
- الدوري الإيطالي لكرة القدم
- الدوري الإسباني لكرة القدم
- الدوري الإنجليزي الممتاز

إضافة إلى بطولات:
- دوري أبطال أوروبا
- دوري أوروبا
- كأس العالم

## وصلات خارجية
- رابط تحميل التطبيق في غوغل بلاي